# 梗序魔芋
梗序魔芋（学名：Amorphophallus stipitatus）是天南星科魔芋属的植物，为中国的特有植物。分布于中国大陆的广东省等地。